# Neurussland

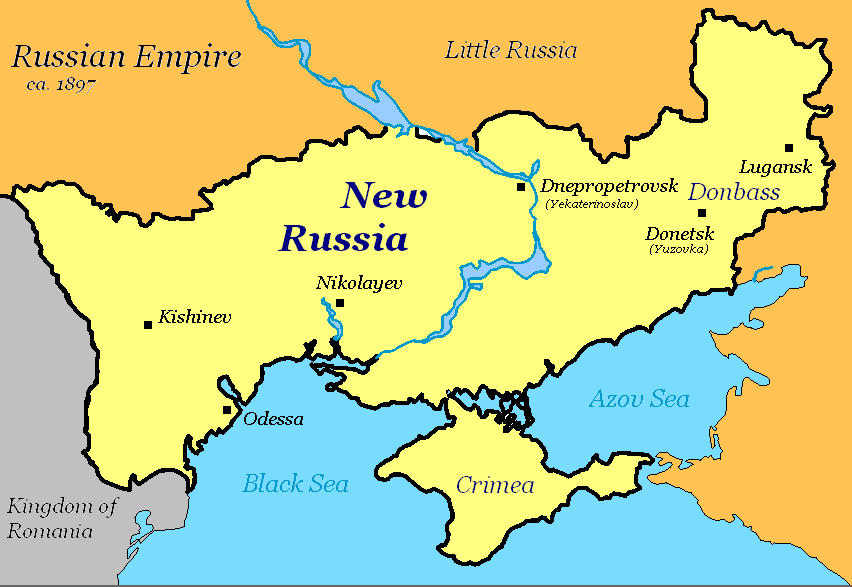
Übersichtskarte Neurussland (gelb)

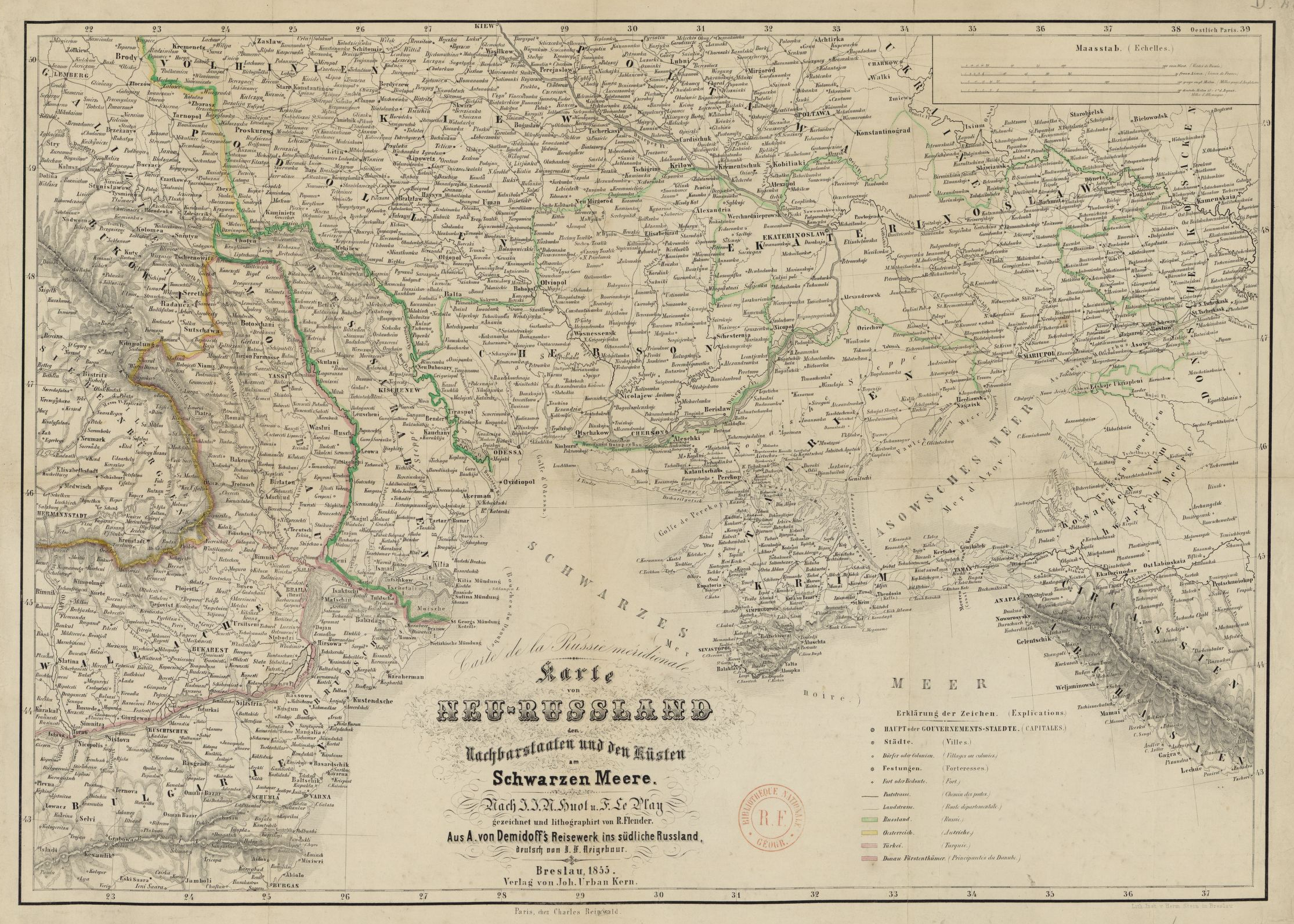
Eine deutsche Karte Neurusslands aus dem Jahre 1855

Neurussland (russisch Новороссия Noworossija) ist die historische russische Bezeichnung einer Region unmittelbar nördlich des Schwarzen Meeres. Das Gebiet erstreckte sich in etwa über die südliche Hälfte der heutigen Ukraine. Das 1764 durch das Russische Kaiserreich gebildete, anfangs kaum bewohnte Gouvernement Neurussland diente der Neuansiedlung von Kolonisten (Slawenoserbien, Neuserbien), aber auch als Militärgrenze gegen das Osmanische Reich.
Neurussland bestand anfangs aus den nördlichen Gebieten des Autonomen Herrschaftsgebiets der Saporoger Kosaken. Nach der Zerstörung der Saporoger Sitsch 1775 kamen die übrigen Kosakenterritorien hinzu. 1783 aufgelöst, lebte das Gouvernement zwischen 1796 und 1802 erneut auf, diesmal ergänzt um das Gouvernement Taurien, welche aus dem 1783 annektierten Krimkhanat gebildet worden war. Ebenso zählten einige den Osmanen abgerungene Gebiete dazu.

## Name
Das Hinzufügen des Prefixes "Neu" zu einem eroberten Gebiet, dessen die Bezeichnung der Kolonialmacht übertragen wurde, war im 17. und 18. Jahrhundert üblich. Siehe dazu auch:
• Neuengland 

• Neuspanien 

• Neufrankreich 

• Neuholland

## Geographie
Das im weiteren Lauf der Geschichte unterschiedlich benannte und wechselnd organisierte  Gebiet umfasste das Zentrum, vor allem aber den Süden der heutigen Ukraine. Ferner gehörten dazu das historische Bessarabien, Gebiete der Ostukraine sowie Teile Südrusslands am Asowschen und am Schwarzen Meer.

## Geschichte

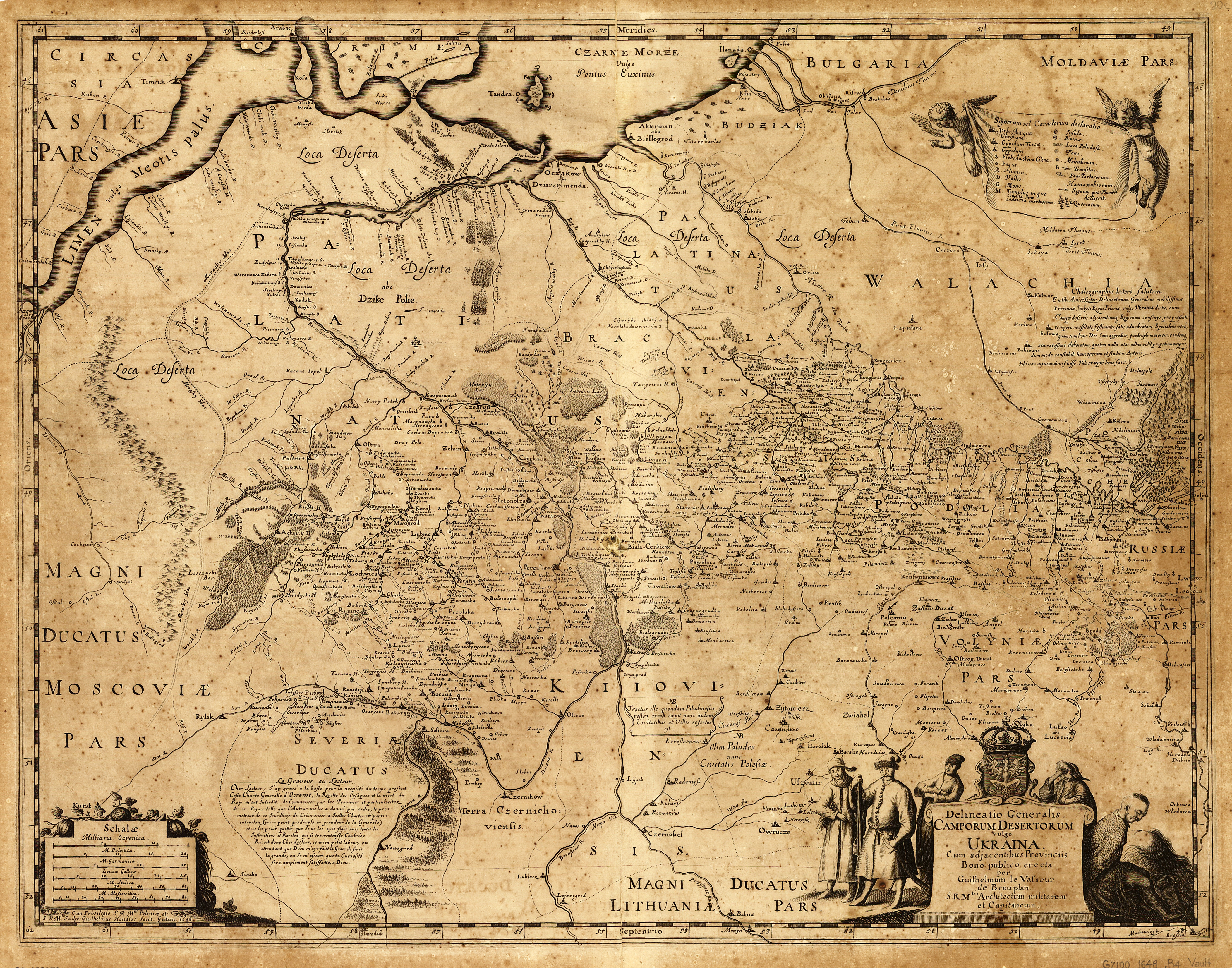
Das Gebiet vor dem Entstehen Neurusslands, 1648, (Süden oben) mit einem breiten Streifen von „Loca deserta“ („verlassenen Gegenden“). Am linken Kartenrand links Asow. „Meotis Palus“ ist das Asowsche Meer

Vor der Eingliederung ins Russische Reich war das Gebiet Neurusslands lange Zeit zwischen Polen-Litauen, dem Osmanischen Reich und dem Russischen Reich umkämpft. Dies und die regelmäßigen Überfälle der Tataren des Krimkhanats und der Nogaier-Horde hatten zur Folge, dass diese Steppengebiete trotz ihrer fruchtbaren Schwarzerde nur gering besiedelt waren und den Namen „Wildes Feld“ trugen.
Der nördliche Teil der Provinz wurde ab dem 16. Jahrhundert zum Land der Saporoger Kosaken, flüchtiger ruthenischer Bauern aus Polen-Litauen und russischer Bauern und Leibeigener des Zaren Iwan IV., die dort das Hetmanat der Dnjepr-Kosaken errichteten. Von dort überfielen und verwüsteten sie ihrerseits das Hinterland der osmanisch-tatarischen Küstenstädte. Das Hetmanat legte auf der Suche nach Verbündeten 1654 mit dem Vertrag von Perejaslaw den Treueeid auf den Zaren ab. Gegen die Kosaken war von den Osmanen das Eyâlet Silistrien eingerichtet worden, das Teile der Gebiete umfasste, die später (wie auch das Krimkhanat) zum Gouvernement Neurussland gehörten.

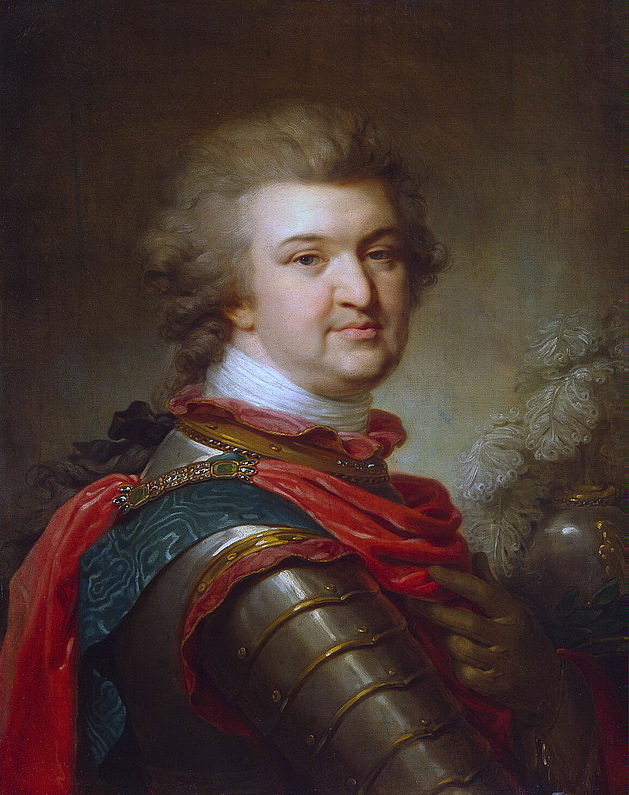
Fürst Grigori Potjomkin

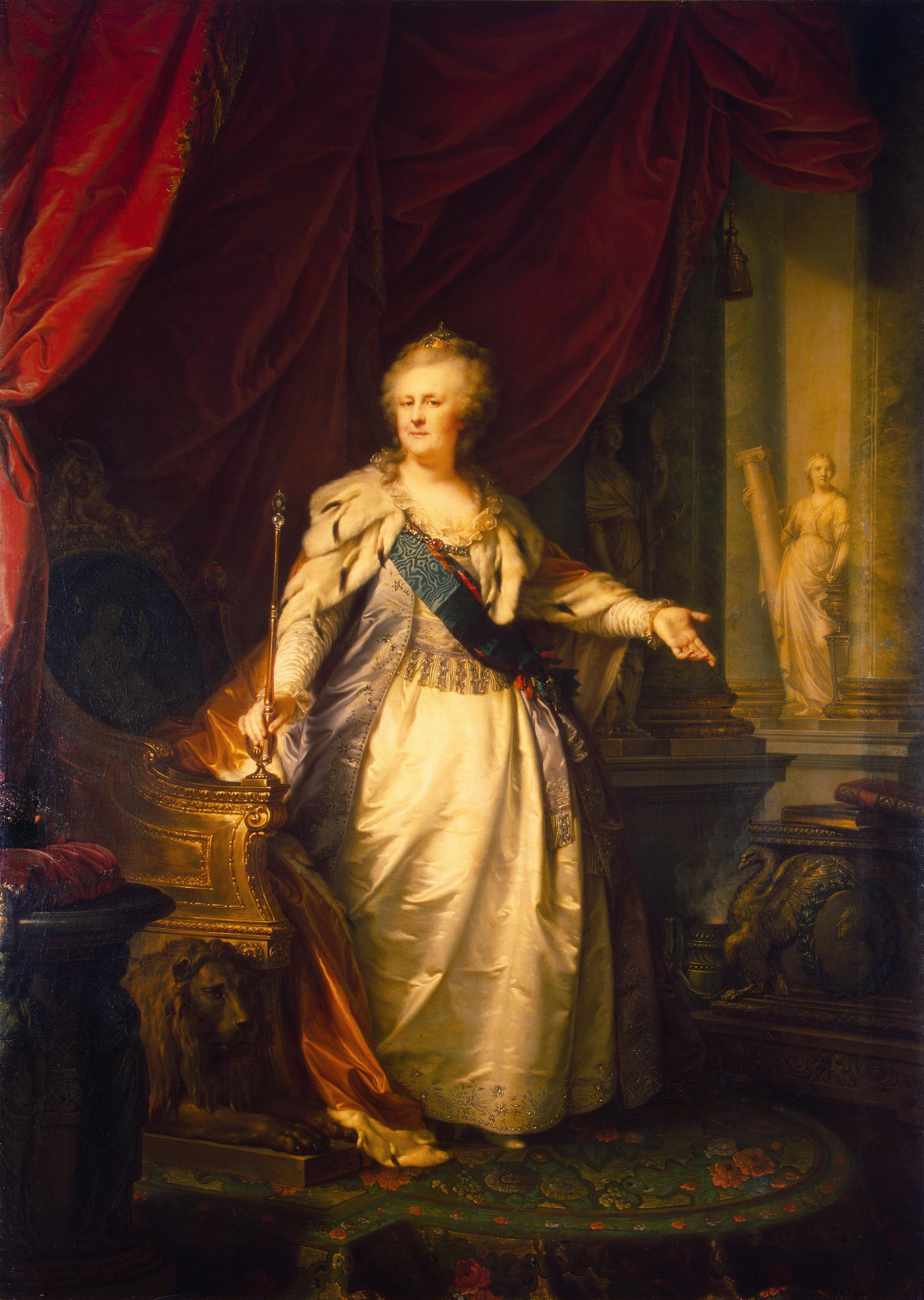
Katharina die Große

Eine breitangelegte Kolonisierung und Erschließung Neurusslands erfolgte während und nach dem Russisch-Türkischen Krieg 1768–1774 unter der Führung des Fürsten Grigori Potjomkin, der von Kaiserin Katharina II. als Feldherr und oberster Verwalter fast unbeschränkte Kompetenzen erhielt. Die dortigen Kosaken wurden teilweise in neue Kosakeneinheiten der russischen Armee eingegliedert und in die Kuban-Region verlegt. „Andere blieben vor Ort, bildeten jedoch keine organisierte Streitmacht mehr.“ Das Land wurde an den russischen Adel verteilt, der Kolonisten aus Zentralrussland mitbrachte. Zudem wurden viele ausländische Kolonisten angeworben, überwiegend Deutsche, Serben und Griechen. Die Anzahl der Leibeigenen war geringer als in anderen Gebieten. In kurzer Zeit wurden neue Städte gegründet, darunter Jekaterinoslaw (heute: Dnipro), Cherson, Odessa, Sewastopol, Simferopol, Alexandrowsk (heute: Saporischschja), Nikolajew (heute: Mykolajiw), Mariupol, Tiraspol und andere. Die Festung Noworossijsk wurde 1808 von russischen Truppen erobert und 1812 zerstört; 1838 wurde dort die Stadt Noworossijsk gegründet.
Das ursprüngliche, von 1764 bis 1783 existierende Gouvernement Neurussland mit der Hauptstadt Krementschuk wurde, unter Zar Paul I., zwischen 1796 und 1802 wiedererrichtet. Anschließend wurde das Gebiet neu organisiert, indem man die Gouvernements Bessarabien, Cherson, Jekaterinoslaw und Taurien schuf. 1822 wurde das Generalgouvernement Neurussland-Bessarabien kreiert, das bis 1874 bestand. Die ersten General-Gouverneure waren freilich schon ab 1805 eingesetzt worden.
Eine besondere Bedeutung erlangte die Gründung und der Ausbau von Hafenstädten, um die russische Flotte im Schwarzen Meer gegen die Osmanen zu positionieren. Odessa entwickelte sich in dieser Zeit zu einem wichtigen Handelshafen und der (nach Sankt Petersburg, Moskau und Warschau) viertgrößten Stadt des Kaiserreichs. Zum wichtigsten Kriegshafen wurde Sewastopol auf der Krim (siehe Flottenstützpunkt Sewastopol). Viele der Mitglieder der revolutionären Narodnaja Wolja, die nach 1870 den Zarismus stürzen wollten, stammten aus dem multiethnischen Gebiet Neurusslands.
Nach der Oktoberrevolution 1917 verschwand der Name Neurussland als Verwaltungseinheit und es existierten im südlichen Gebiet für zwei Monate die proklamierte Sowjetrepublik Odessa sowie per Dekret Lenins eine Sowjetrepublik Donez-Kriwoi Rog, die weitere Gegenregierungen zur Ukrainischen Volksrepublik bilden sollten. Im östlichen Teil existierte auch ein anarchistisches „Freies Territorium“. Bei der schließlich (aufgrund mangelnder Unterstützung in der Bevölkerung) militärischen Erschaffung der Ukrainischen SSR durch die Bolschewiki wurde ihr der Großteil des ehemaligen Neurussland angeschlossen, was die Ukraine zu mehr Loyalität bewegen sollte, unter anderen durch die Erhöhung des russischen Bevölkerungsanteils und durch einen höheren Anteil an Arbeiterbevölkerung. Damit sollte auch die einheitsrussische Weiße Bewegung geschwächt werden. Im Rahmen der bolschewistischen Nationalitätenpolitik (Korenisazija und Ukrainisierung) wurden die Namen 'Neurussland' und Kleinrussland verboten (letzterer für den Norden der Ukraine).
1954 übergab Nikita Chruschtschow (er war nach Stalins Tod zu seinem Nachfolger geworden) die Halbinsel Krim an die Ukraine.
Die Halbinsel Krim hatte bis dahin (außer während der Besetzung durch die Wehrmacht 1941–1944) unter der Verwaltung der Russischen SFSR gestanden.
Ende 2013 begannen prowestliche Proteste in der Ukraine („Euromaidan“ in Kiew); im Februar 2014 stürzte die Regierung von Wiktor Janukowytsch. In der Folge schickte Russland Sondertruppen zur Annexion der ukrainischen Halbinsel Krim und schürte Unruhen im Osten der Ukraine. Der Krieg in der Ostukraine ging nicht von den Donbass-Bewohnern selbst, sondern von russischen bewaffneten Einheiten aus.
In prorussischen und russischen Kreisen – auch vom russischen Präsidenten Putin – wird der Begriff „Neurussland“ seitdem vermehrt verwendet.
Bis Mai 2015 trat unter dem Namen „Neurussland“ die konföderative Union der proklamierten Volksrepubliken Donezk und Lugansk auf. Im weitesten Sinne waren damit alle Gebiete des ukrainischen Südostens gemeint, in denen der Gebrauch der russischen Sprache in der Ukraine überwiegt, also auch die Oblast Charkiw, die historisch zur Sloboda-Ukraine und nicht zu Neurussland gehörte. 2015 wurde das Projekt zur Ermöglichung der Umsetzung des Abkommens von Minsk für eingefroren erklärt.

## Einwanderungspolitik
Das Amt für ausländische Vormundschaft (auch Tutel-Kanzlei genannt) in Sankt Petersburg war bis ins Jahr 1766 für die Verwaltung der nichtrussischen Ansiedler zuständig. Danach entstand das Saratower Fürsorgekontor für ausländische Ansiedler in Saratow. Dieser Ansatz bewährte sich und so entstand 1799 das Neurussland-Fürsorgekontor für ausländische Ansiedler und 1803 ein Kontor unter der Leitung des Herzogs von Richelieu für die Siedler im Gebiet von Odessa. 1804 übernahm er zusätzlich noch die Leitung des Neurussland-Fürsorgekontors. Im Jahr 1818 beaufsichtigte das Neurussland-Fürsorgekontor 84 Kolonien mit 17.000 Bewohnern und das Kontor in Odessa 44 Kolonien mit 15.500 Bewohnern. Nach Jahren des Massenandrangs von Siedlern aus zahlreichen Ländern wurde im Jahr 1819 die offizielle Werbung um Kolonisten eingestellt.
1818 wurde die Verwaltung der Siedler reorganisiert und das Fürsorgekomitee für ausländische Ansiedler in Südrussland in Cherson gegründet, welches drei Niederlassungen in den Gouvernements Jekaterinoslaw (heute: Dnipro), Cherson (mit Odessa) und Bessarabien hatte, welche jeweils die wirtschaftlichen und rechtlichen Probleme in ihrem Gebiet regelten. Das Komitee bestand bis 1871 bis zur Abschaffung der Privilegien für die Kolonisten. Siedler wurden unter anderem auch im deutschsprachigen Raum angeworben, daraus entstanden die in verstreuten Ortschaften lebenden Schwarzmeerdeutschen. Viele Siedler in der Steppe Neurusslands westlich des Dnepr und südlich von Krementschug waren polnische Juden. Sie kamen vor allem von 1839 bis 1882 aus dem Gebiet des heutigen Belarus östlich von Mogilew am Dnepr, das durch die erste Teilung von Polen-Litauen im Jahre 1772 russisch geworden war.
Die Kolonisten blieben in der ersten Hälfte des 19. Jahrhunderts gegenüber den ukrainischen und russischen Bauern privilegiert. Sie hatten umfangreicheren Landbesitz, Steuerprivilegien und die Befreiung von Militärdienst erhalten.